# ألبرت فلوكون
البرت فلوكون (بالفرنسية: Albert Flocon)‏ (1909 - 1994)، هو رسام ونقاش ألماني عاش في فرنسا وأيضًا مُنظِّر ومعلم ومؤرخ نقش. ولد يوم 24 مايو 1909 في ألمانيا التي غادرها إلى باريس مع وصول هتلر إلى الحكم، حيث عمل هناك في المدرسة العليا للفنون الجميلة.

## وفاته
توفي في باريس يوم 12 اكتوبر 1994 عن عمر 85 عام.